# Neopilina
Neopilina is een geslacht van weekdieren uit de familie van de Neopilinidae.

## Fylogenie
Sommige moleculaire resultaten laten zien dat ze binnen de Polyplacophora-clade vallen, hoewel deze resultaten in twijfel zijn getrokken. Fossiele en morfologische gegevens laten zien dat ze nogal afgeleid zijn en weinig lijken op een 'voorouderlijk weekdier'.

## Anatomie
Door zijn anatomie gingen onderzoekers geloven dat de koppotigen voortkwamen uit de Monoplacophora.
Het paar preorale tentakels wordt als homoloog beschouwd met die van gastropoden; net als de tentakels van de gastropoden van de Prosobranchia zijn hun zenuwen verbonden met de cerebrale ganglia. De post-orale tentakels worden gelijkgesteld met de labiale flappen van bivalven, de armen van koppotigen en de captacula van scaphopoden. Cuticulaire verhardingen rond de mond van het organisme worden beschouwd als kaakachtig en zijn niet ver verwijderd van de snavels van koppotigen of de kaken van veel buikpotigen.
De aanwezigheid van een enkele schaal leidt tot vergelijkingen met de koppotige Nautilus, maar afgezien van zijn bilaterale symmetrie en oprolrichting is er geen duidelijke gelijkwaardigheid; De schelp van Nautilus is opmerkelijk anders in het bezit van septa (en dus een siphunculide). De schaal zelf is aragonitisch en bestaat voornamelijk uit een prismatische laag, bekleed met paarlemoer.
Het organisme draagt vijf paar ctenidia (kieuwen), ongebruikelijk voor weekdieren; de achterste twee zijn homoloog aan de twee paren bij Nautilus. Dit is in tegenstelling tot de Polyplacophora (chitons), die een aantal paren ctenidia hebben, maar dit aantal varieert en is niet gerelateerd aan het aantal 'segmenten' van hun lichaam. De voet en palliale groef zijn inderdaad erg moeilijk te onderscheiden van de Polyplacophora, die de plaatsing ervan in deze groep ondersteunt door moleculaire methoden. De radula lijkt op die van de Polyplacophora; met name de vijfde tand is aangepast als kamachtig.

## Ecologie
Neopilina is een bodemvoeder, waarschijnlijk een borgvoeder; Tijdens zijn leven is zijn schaal bedekt met een slijmlaag die mogelijk betrokken is bij voeding of voortbeweging.
In 2017 filmde een diepzee-expeditie door de Okeanos Explorer voor de kust van Amerikaans-Samoa de allereerste video met hoge resolutie van een Monoplacophora in zijn natuurlijke habitat. Twee Neopilina sp. individuen werden gefilmd op de oceaanbodem. De individuen behoren mogelijk tot een onbeschreven soort, met duidelijk zichtbare vijf paar lange kieuwen.

## Soorten
- Neopilina bruuni Menzies, 1968
- Neopilina galatheae Lemche, 1957
- Neopilina rebainsi Moskalev, Starobogatov & Filatova, 1983
- Neopilina starobogatovi Ivanov & Moskalev, 2007